# برنار کیارلی
برنار کیارلی (فرانسوی: Bernard Chiarelli‎؛ زادهٔ ۲۴ فوریهٔ ۱۹۳۴ – درگذشتهٔ ۱۷ نوامبر ۲۰۲۴) بازیکن و مربی فوتبال اهل فرانسه بود.
برنار کیارلی در ۱۷ نوامبر ۲۰۲۴، در سن ۹۰ سالگی درگذشت.
از باشگاه‌هایی که در آن بازی کرده‌است می‌توان به باشگاه فوتبال لانس، باشگاه فوتبال سدان، باشگاه فوتبال لیل، باشگاه فوتبال والنسین، و باشگاه فوتبال لو آور اشاره کرد.
وی همچنین در تیم ملی فوتبال فرانسه بازی کرده‌است.